# Amadora
Amadora je grad od 175 872 stanovnika i istoimena općina u sredini Portugala, u regiji Lisabon, administrativno središte istoimenog distikta Amadora. 
Amadora je danas četvrti grad po veličini u Portugalu, on je kao satelitsko naselje Lisabona, izrastao od kraja 19. stoljeća - početka 20. stoljeća kad se zbog blizine Lisabona počelo graditi velike stambene zgrade za smještaj siromašnijih radnika. Općina Amadora (Município da Amadora) osnovana je tek 25. travnja 1974., kad je izdvojena iz dotadašnje općine Oeiras.
Danas je Amadora najpoznatija po svom prvoligaškom nogometnom klubu - Estrela Amadora, koji je jedanput osvojio nacionalni kup (sezona 1989. / 1990.), po svom Festivalu stripa, ali i po kriminalu (provale, ulične bande, droga).

## Zemljopisna obilježja
Amadora je udaljena petnaestak km sjeverozapadno od centra Lisabona, leži na brežuljcima između Lisabona i Sintre. Amadora je relativno najgušće naseljeni dio Portugala jer na 1 km² živi 7 414,35 stanovnika.
U Amadori živi najviše afričkih imigranata i to najviše iz Angole i Zelenortske Republike. 

### Administrativna podjela Amadore
Amadora je administrativno podjeljena na 11 kvartova (freguesiasa - župa) a to su;
- Alfornelos
- Alfragide
- Brandoa
- Buraca
- Damaia
- Falagueira
- Mina
- Reboleira
- São Brás
- Venda Nova
- Venteira

## Povijest

### Od 17. do 19. stoljeća
Teren na kojem se danas nalazi Amadora nekad je bio kraj s velikim poljima pšenice i rijetkim seljačkim domovima. U to vrijeme Amadora je hranila Lisabon.
Prvi veći objekt u Amadori bio je Ponte Filipina izgrađen 1631., most preko rijeke Carenque, koji je povezivao naselja Benficu i Queluz.
Jedno stoljeće kasnije 1732., počela je izgradnja vodovoda za Lisabon. Od početka 19. stoljeća počinju se graditi industrijski pogoni u Amadori. Prvi takav pogon bio je Tvornica korzeta Santos Mattos & Companhia, izgrađena 1832.
Od kad je izgrađena željeznička pruga prema Sintri 1887., došlo je do prvog većeg graditeljskog procvata, tad je niknuo nukleus budućeg grada (Alto do Maduro/Porcalhota, Amadora/Venteira).

### Od 20. stoljeća do danas
U prvom desetljeću 20. stoljeća, jedna poduzetnička skupina, odlučila je u skladu s tadašnjom urbanističkom modom izgraditi na području Amadore - potpuno novi grad park, uglavnom za smještaj sve većeg broja stanovnika Lisabona.
Na zahtjev stanovnika, ukazom tadašnjeg kralja Carlosa I. iz 1907., dotadašnja naselja Porcalhota, Amadora i Venteira postala su naselje pod zajedničkim imenom - Amadora.
Između 1909. – 1916. osnovana su prva udruženja građana Amadore koja su za cilj imala unapređenje života stanovnika i skladan razvoj Amadore.
U Amadori je 1914., izgrađen kulturno-športski centar Recreios da Amadora sa športskim terenima, i objektima za kulturne sadržaje, koji je trebao stanovnicima omogućiti bolji društveni život.
Amadora je 1937. dobila status grada.
Od 1930-ih, broj stanovnika Amadore konstantno je rastao sljedećih 50 godina, tako je izgrađen velik broj novih stambenih zgrada i industrijskih pogona (metalna industrija) i velik broj cesta.

## Rast stanovništva Amadore
| 1981.   | 1991.   | 2001.   | 2004.   |
| 163 878 | 181 774 | 175 872 | 176 239 |

## Gradovi prijatelji
Amadora ima ugovore o prijateljstvu sa sljedećim gradovima; 
- Zelenortska Republika, Tarrafal od 1989.[4]
- Angola, Huambo od 1999.[4]
- Brazil, Piracicaba od 2000.[4]